# Edward Vernon
Edward Vernon (født 12. november 1684, død 30. oktober 1757) var en engelsk admiral. Hans underordnede gav ham øgenavnet Old Grog, fordi han sommer og vinter i al slags vejr var iført den samme frakke, lavet af materialet grossagrana – en slags italiensk silke. Inden han blev afskediget af admiralitetet på grund af hårdhændet behandling af sine søfolk, gjorde han den simple, men geniale opfindelse, som betyder, at hans navn stadig huskes. Han tilsatte varmt vand til den rom, som på den tid var daglig kost på skibene. Og denne herlige drik bærer i dag hans tilnavn "grog", også i Danmark.